# تبادل زندانی ویکتور بوت-بریتنی گراینر
در ۸ دسامبر ۲۰۲۲ وزارت خارجه روسیه اعلام کرد که مراحل تبادل و استرداد ویکتور بوت تاجر اسلحه اهل روسیه با بریتنی گراینر بسکتبالیست آمریکایی در راستای توافق تبادل زندانیان میان روسیه و آمریکا عملی شد. در قسمتی از بیانیه وزارت امور خارجه روسیه ذکر شده‌است که ویکتور بوت اهل روسیه در ازای بریتنی گرینر آمریکایی مسترد شده‌است. این تبادل در فرودگاه البطین در ابوظبی صورت پذیرفت.

## پیش زمینه
شبکه خبری سی‌ان‌ان در اکتبر ۲۰۲۲ ادعا کرد که دولت جو بایدن، رئیس‌جمهور آمریکا قصد دارد تا بریتنی گرینر، بسکتبالسیت لیگ حرفه‌ای زنان این کشور و پل ولان، تفنگدار اسبق آمریکایی که دولت روسیه آنها را به ترتیب به قاچاق مواد مخدر و جاسوسی متهم کرده را آزاد کند. از سویی سرگئی ریابکوف، معاون وزیر خارجه روسیه در ۹ دسامبر اعلام کرد که مسکو با واشینگتن معاملات پنهانی دربارهٔ استرداد و مبادله احتمالی زندانیان داشته‌است. به گفته ریابکوف، از جمله زندانیان مشمول در این استرداد احتمالی می‌توان به ویکتور بوت، تاجر روس که در سال ۲۰۱۲ به اتهام قاچاق اسلحه به ۲۵ سال زندان محکوم شد، اشاره کرد.